# Anuraeopsis navicula
Anuraeopsis navicula är en hjuldjursart som beskrevs av Rousselet 1911. Anuraeopsis navicula ingår i släktet Anuraeopsis och familjen Brachionidae.

## Underarter
Arten delas in i följande underarter:
- A. n. berzinsi
- A. n. navicula